# Alboury Lah
Alboury Lah est un footballeur international sénégalais né le 23 avril 1966 à Thiès (Sénégal).

## Biographie
Meilleur buteur du championnat sénégalais en 1987 avec le Rail de Thiès puis champion du Sénégal en 1989 avec le Diaraf Dakar, il est repéré par le président du PSG, Francis Borelli, à l'occasion du tournoi indoor de Paris-Bercy au cours duquel Lah porte les couleurs du Sénégal. Un mois plus tard, il signe au PSG un contrat de quatre ans. 
Lah se blesse (entorse de la cheville), puis, faute de place au sein de l'effectif du PSG (joueur hors CEE), il est prêté à l'En Avant de Guingamp. Il ne joue qu'un seul match avec l'EAG. Les médecins du club détectent en effet une pubalgie ; le contrat de prêt est cassé. Il se soigne et fait six apparitions en D1 en 1990-91 avec le PSG. À la fin de la saison, Lah quitte le PSG pour rejoindre en prêt La Berrichonne de Châteauroux qui évolue en Division 2. De retour au PSG en 1992-93, il doit se contenter d'évoluer en équipe réserve. 
Avec l'équipe du Sénégal, il participe notamment à la Coupe d'Afrique des nations de football 1992 qui se déroule au Sénégal.

## Carrière
- Rail de Thiès
- Diaraf Dakar
- Paris Saint-Germain
- Prêt à EA Guingamp
- Paris Saint-Germain
- Prêt à La Berrichonne de Châteauroux
- Paris Saint-Germain

## Palmarès
- Championnat du Sénégal de football en 1989.

## Source
- Marc Barreaud, Dictionnaire des footballeurs étrangers du championnat professionnel français (1932-1997), L'Harmattan, 1997, page 224.